# Desetka
Desetka — музичний альбом гурту Hladno pivo. Виданий 1997 року лейблами Jabukaton і Dancing Bear. Альбом відносять до напрямку панк-рок.

## Список пісень
1. «Nema više…» — 2:16
2. «Tema je: žena» — 1:52
3. «Sex bez kondoma i zvijezda iz Hong-Konga» — 2:10
4. «Ne volim te» — 2:13
5. «101» — 2:19
6. «Grčenje ispred pojačala» — 1:55
7. «Krepaj, budalo!» — 2:33
8. «Studentska» — 2:15
9. «Anoreksik» — 2:47
10. «Blagdanska pjesma» — 1:47
11. «U sobi on i brat…» — 2:28
12. «Pdop» — 2:30
13. «Roštilj» — 2:08